# Korszanga-Szygali
Korszanga-Szygali (ros. Коршанга-Шигали) – wieś (dieriewnia) w Rosji, w Tatarstanie, w rejonie drożżanowskim. W 2010 liczyła 148 mieszkańców, głównie Czuwaszy.